# Auguste Lahure
Auguste Léopold Félix, baron Lahure, est un officier, explorateur, diplomate et auteur militaire belge, né le 9 décembre 1835 à Saint-Josse-ten-Noode et mort le 14 septembre 1891 à Etterbeek.

## Biographie
Auguste Lahure est le fils du général Corneille Lahure et d'Aimée Victoire Jeannette Duvivier. Il est admis à l'École royale militaire en 1852, dont il sort sous-lieutenant deux ans plus tard. Il sert au régiment des guides puis à l'état-major et est promu lieutenant en 1859. Détaché auprès de son père à l'inspection générale de la gendarmerie, il rejoint ensuite le régiment des Grenadiers.
Comme son père auparavant avec l'Algérie, il obtient de se joindre aux troupes françaises en Italie contre celles autrichiennes. Il y revient avec la médaille commémorative et la croix de la Légion d'honneur. Il sert ensuite confidentiellement en Afrique du Nord, aux côtés du général de Martimprey alors chargé de mettre fin à l'agitation des Berbères Beni-Snassen au Maroc septentrional. Cette expérience conduira le roi Léopold II à le choisir, trente ans plus tard, pour une mission secrète sur la côte marocaine. Le 2 janvier 1860, il sollicite de faire partie d'un corps expéditionnaire belge, dont il était alors question pour la Chine.

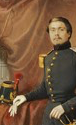
Portrait jeune officier d'Auguste Lahure.

Aide de camp de son père, commandant de la division de cavalerie, il est promu capitaine en 1864 puis détaché auprès du général de Liem, adjudant-général chef de la Maison militaire du roi Léopold II (1866), et à l'état-major du commandant de l'armée d'observation. Auguste Lahure est créé baron en 1874 (son père l'était depuis 1871).
Il est condamné à huit jours d'emprisonnement et aux frais du procès, à la suite d'un duel avec le capitaine F. Crousse, qui avait prétendu qu'un de ses cours de l'École de guerre avait été plagié par lui dans son ouvrage. Le Roi leur fait remise à tous deux de la peine de prison et le fait transférer à l'état-major de la 1re division d'infanterie à Gand, devenant aide de camp du général De Jaeger (1875), commandant la division.
Promu major et sous-chef d'état-major du commandement de la cavalerie en 1879, il est par la suite chargé des fonctions de chef d'état-major de la 1ère division de cavalerie (1881). 
Léopold II l'associe à plusieurs de ses projets coloniaux à partir de 1879. Il embarque pour le Maroc en 1888 en vue d'atteindre le Sahara occidental afin que Donald Mackenzie lui fasse visiter les installations de la British North West Africa Company (en). Sa mission est d'« y rechercher par quels moyens une société philanthropique - une section de la Croix-Rouge (du Congo) par  exemple, — pourrait créer sur la côte d'Afrique un établissement de bienfaisance (sanitarium), pour étudier à cette fin la possibilité d'acquérir une portion de territoire et de littoral sur la concession de la compagnie ... ». Nommé chef d'état-major de la 1ère circonscription militaire à Anvers après son retour en Belgique (1889), il poursuit les longues négociants avec Mackenzie à Tarfaya, Bruxelles et Londres. Il réalise un voyage à Potsdam avec Léopold II en octobre 1890. Il fait une dernière proposition à Mackenzie en avril 1891 voit le veto du marquis de Salisbury, ministre britanniques des Affaires étrangères.
Promu lieutenant-colonel en 1885 et colonel en 1887, il est nommé chef d'état-major de la 2e circonscription militaire à Bruxelles,  adjoint de l'inspecteur général de l'artillerie. Lors de la création de la Croix-Rouge du Congo belge par Léopold II en 1889, il en devient le premier secrétaire général. Il est mis à la disposition du Roi de 1890 à 1891.
Il meurt prématurément d'une maladie du foie, le 14 septembre 1891, âgé de cinquante-cinq ans.
Théoricien militaire et publiciste colonial, il est l'auteur de plusieurs publications.

## Publications
- Direction des Armées : notes sur le Service des États-Majors en Campagne et en Temps de Paix. Volume 2 (1875)
- Sur la route du Congo : lettres d'Afrique, Maroc et Sahara occidental (1905)

## Sources
- A. Duchesne, Baron Auguste Lahure, 1835-1891, colonel d'état-major et écrivain, in Biographie nationale de Belgique, t. XXXIV, Brussel, 1969.
- A. Engels, Baron Auguste Lahure, 1835-1891, colonel d'état-major, in: Biographie coloniale belge, t. V, Brussel, 1958.
- A. Duchesne, « Dernier héritier d'un nom militaire illustre... Le colonel d'état-major baron Auguste Lahure (1835-1891) », in Carnet de la Fourragère, t. XIV, n° 7, décembre 1902, p. 488-507 et n° 8, mars 1963, p. 555-572.
- A. Duchesne, Léopold II et le Maroc (1885-1906), Bruxelles, 1965.
- L. Miège, Le Maroc et l'Europe (1830-1894), Paris, 1902, p. 299-309 et 338-340.